# Viktor Julius von Bosse

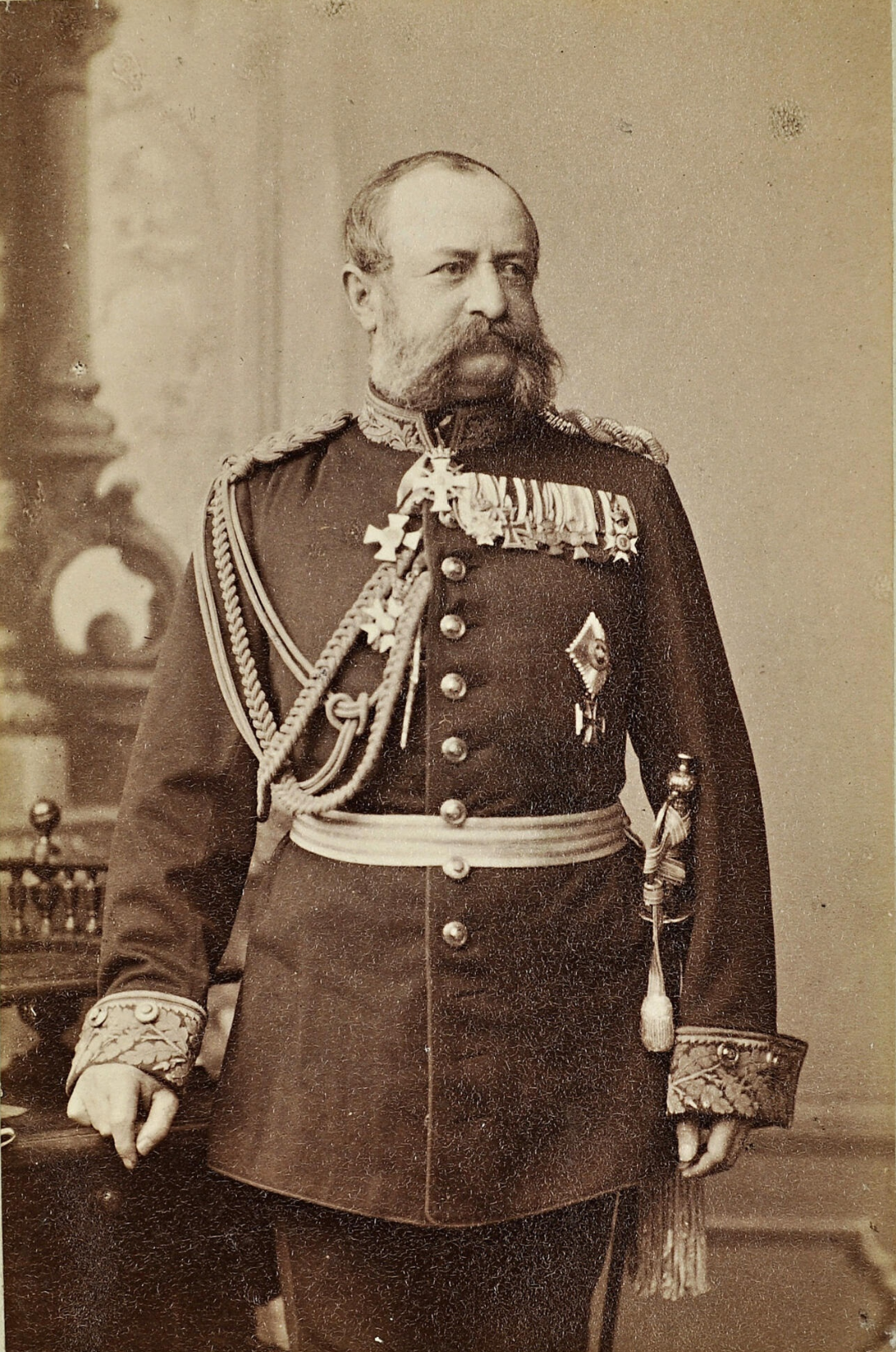
Julius von Bosse

Alexander Adolph Viktor Julius von Bosse (* 1. August 1825 in Bautzen; † 30. März 1895 in Dresden) war ein sächsischer Generalleutnant.

## Herkunft und Familie
Viktor Julius entstammte dem sächsischen Adelsgeschlechts derer von Bosse. Seine Eltern waren der sächsische Major im Leib-Infanterie-Regiment Alexander Ludwig Wilhelm von Bosse (1798–1847) und dessen Ehefrau Julie Albertine, geborene (von) Behrnauer (1796–1866).

## Werdegang
Bosse trat 1841 als Kadett in die Sächsische Armee ein und wurde 1844 Portepeefähnrich. Im gleichen Jahr avancierte er zum Leutnant, stieg 1849 zum Oberleutnant auf, wurde 1859 Hauptmann und 1867 schließlich Major. Mit seinem Aufstieg zum Oberstleutnant 1871 wurde er auch Kommandeur des 3. Bataillons im 8. Infanterie-Regiments Nr. 107. Als solcher nahm er 1870/71 am Krieges gegen Frankreich teil und wurde für sein Wirken mit beiden Klassen des Eisernen Kreuzes, am 29. September 1870 mit dem Ritterkreuz des Militär-St.-Heinrichs-Ordens sowie mit dem Komturkreuz II. Klasse des Albrechts-Ordens mit Kriegsdekoration ausgezeichnet.
Seine Beförderung zum Oberst erhielt Bosse 1873 und wurde gleichzeitig Kommandeur des 4. Infanterie-Regiments Nr. 103. 1876 war er Kommandeur des 6. Infanterie-Regiments Nr. 105. 1880 avancierter Bosse zum Generalmajor und wurde Kommandeur der 3. Infanterie-Brigade Nr. 47 in Leipzig. In dieser Eigenschaft erhielt er im Herbst 1882 die Erlaubnis zur Annahme des Sterns zum Kronen-Orden II. Klasse. Unter Verleihung des Charakters als Generalleutnant wurde Bosse am 21. Juni 1883 mit Pension zur Disposition gestellt.
Bosse war Komtur des Toskanischen Militär-Verdienstordens und Ritter I. Klasse des Sachsen-Ernestinischen Hausordens.
Er wurde auf dem Äußeren Neustädter Friedhof beerdigt.